# Corinna Wolters
Corinna Wolters (* 1. April 1968 in Bremen) ist eine deutsche Journalistin und Fernsehmoderatorin.

## Leben
Bereits während ihres Lehramtsstudiums in Deutsch und Englisch arbeitete Corinna Wolters freiberuflich für die Bremer Redaktion der Bild. Sie schrieb auch für das Stadtmagazin BREMER und verantwortete als Chefin vom Dienst auch die Sonderhefte Uni-Spezial und Essen und Trinken in Bremen.
1989 stand sie für das Sat.1-Frühstücksfernsehen zum ersten Mal vor der Kamera und präsentierte bis 1992 das Wetter. Zwischendurch arbeitete sie einige Monate in London für den Springer News Service.
Nach dem erfolgreichen Abschluss ihres Studiums mit dem ersten Staatsexamen präsentierte sie die Action News bei RTL II in Hamburg. Dort absolvierte sie auch ein Volontariat.
1997 wechselte sie als Moderatorin zur Nachrichtensendung Journal bei DW-TV in Berlin, 1999 übernahm sie dort die Moderation des Magazins Deutschland heute. Von 2003 bis Januar 2012 präsentierte Corinna Wolters auf DW-TV das tägliche Lifestyle-Magazin euromaxx – Leben und Kultur in Europa.
Für den Rundfunk Berlin-Brandenburg moderierte sie von 2004 bis 2005 das Magazin WAS! - Wirtschaft Arbeit Sparen sowie von 2004 bis 2014 die Spätausgabe von rbb AKTUELL um 21.45 Uhr.
Corinna Wolters tritt auch als Event-Moderatorin auf, zum Beispiel 2003 bei der Nationalen Impfwoche des Deutschen Grünen Kreuzes in Berlin und Potsdam und 2009 beim Public Viewing des Beethovenfestes in Bonn.
Corinna Wolters ist seit 2000 mit dem Journalisten und Kunsthistoriker Peter Wilke verheiratet. Die beiden haben zwei Kinder und leben in Potsdam.